# جوني يونغ (سياسي)
جوني يونغ هو سياسي كندي، ولد في 1 سبتمبر 1931، وتوفي في 7 مارس 1990.